# Municipio de Herdland
El municipio de Herdland (en inglés: Herdland Township) es un municipio ubicado en el condado de Clay en el estado estadounidense de Iowa. En el año 2010 tenía una población de 162 habitantes y una densidad poblacional de 1,76 personas por km².

## Geografía
El municipio de Herdland se encuentra ubicado en las coordenadas 42°56′58″N 95°5′4″O / 42.94944, -95.08444. Según la Oficina del Censo de los Estados Unidos, el municipio tiene una superficie total de 91.96 km², de la cual 91,17 km² corresponden a tierra firme y (0,86 %) 0,79 km² es agua.

## Demografía
Según el censo de 2010, había 162 personas residiendo en el municipio de Herdland. La densidad de población era de 1,76 hab./km². De los 162 habitantes, el municipio de Herdland estaba compuesto por el 91,98 % blancos, el 6,79 % eran de otras razas y el 1,23 % eran de una mezcla de razas. Del total de la población el 6,79 % eran hispanos o latinos de cualquier raza.